# Antoine Dénériaz
Antoine Dénériaz (Bonneville, 6 marzo 1976) è un ex sciatore alpino francese, vincitore della medaglia d'oro nella discesa libera ai XX Giochi olimpici invernali di Torino 2006.
È sposato con la neozelandese Claudia Riegler, a sua volta sciatrice alpina di alto livello.

## Biografia
Dénériaz, residente a Losanna ma che abita abitualmente ad Ayse, ottenne il primo piazzamento di rilievo in campo internazionale ai Mondiali juniores di Lake Placid 1994 in discesa libera (31º); esordì in Coppa Europa il 16 gennaio 1995 a La Thuile nella medesima specialità, senza completare la gara, ed entrò a far parte della squadra francese di Coppa del Mondo nel 1997, nel gruppo dei discesisti. In Coppa del Mondo esordì il 15 dicembre 1996 a Val-d'Isère in discesa libera (34º) e il 12 dicembre 1998 giunse 4º nelle medesime specialità e località, unico exploit dei suoi primi anni di carriera; ai Mondiali di Vail/Beaver Creek 1999, suo esordio iridato, si classificò 21º nella discesa libera.
Esordì ai Giochi olimpici invernali a Salt Lake City 2002, dove si classificò 12º nella discesa libera e 21º nella combinata; nello stesso anno conquistò la prima vittoria in Coppa del Mondo, nonché primo podio, il 21 dicembre nella discesa libera della Saslong in Val Gardena e ai successivi Mondiali di Sankt Moritz 2003 si classificò 8º nella medesima specialità. In Coppa del Mondo conquistò l'ultima vittoria il 20 dicembre 2003, nuovamente nella discesa libera della Saslong in Val Gardena, e l'ultimo podio il 27 novembre 2004 a Lake Louise ancora in discesa libera (2º).
Il 7 gennaio 2005, in allenamento a Chamonix, si infortunò gravemente a un ginocchio e fu costretto a saltare i Mondiali di Bormio/Santa Caterina Valfurva e a stare fermo per sei mesi. La ripresa degli allenamenti e delle gare si rivelò lunga e difficile; nel gennaio 2006, a Wengen nella discesa della Lauberhorn, fu solo 34º; ai XX Giochi olimpici invernali di Torino 2006, sua ultima presenza olimpica, vinse però a sorpresa la medaglia d'oro nella discesa libera disputata il 12 febbraio, battendo l'austriaco Michael Walchhofer, e si classificò 11º nel supergigante. Poche settimane dopo, a Åre, Dénériaz si infortunò di nuovo. Tentò di riprendere nella stagione successiva, ma i risultati furono deludenti: ai Mondiali di Åre 2007, suo congedo iridato, si classificò 33º nella discesa libera e 29º nel supergigante e si ritirò all'inizio della stagione 2007-2008; la sua ultima gara fu il supergigante di Coppa del Mondo disputato a Lake Louise il 25 novembre, chiuso da Dénériaz al 48º posto.

## Palmarès

### Olimpiadi
- 1 medaglia:
  - 1 oro (discesa libera a Torino 2006)

### Coppa del Mondo
- Miglior piazzamento in classifica generale: 20º nel 2004
- 6 podi:
  - 3 vittorie
  - 1 secondo posto
  - 2 terzi posti

#### Coppa del Mondo - vittorie
| Data             | Località    | Paese    | Specialità |
| ---------------- | ----------- | -------- | ---------- |
| 21 dicembre 2002 | Val Gardena | Italia   | DH         |
| 12 marzo 2003    | Kvitfjell   | Norvegia | DH         |
| 20 dicembre 2003 | Val Gardena | Italia   | DH         |

Legenda:

DH = discesa libera

### Coppa Europa
- Miglior piazzamento in classifica generale: 43º nel 2001

### South American Cup
- Miglior piazzamento in classifica generale: 5º nel 2002
- Vincitore della classifica di discesa libera nel 2002
- Vincitore della classifica di supergigante nel 2001
- 6 podi:
  - 2 vittorie
  - 3 secondi posti
  - 1 terzo posto

#### South American Cup - vittorie
| Data           | Località    | Paese | Specialità |
| -------------- | ----------- | ----- | ---------- |
| 26 agosto 2000 | El Colorado | Cile  | SG         |
| 23 agosto 2001 | La Parva    | Cile  | DH         |

Legenda:

DH = discesa libera

SG = supergigante

### Campionati francesi
- 8 medaglie[2]:
  - 3 ori (discesa libera nel 2003; discesa libera, supergigante nel 2004)
  - 4 argenti (discesa libera, supergigante nel 1997; supergigante nel 1999; discesa libera nel 2002)
  - 1 bronzo (supergigante nel 2007)